# Женска фудбалска репрезентација Источне Немачке
Женска фудбалска репрезентација Источне Немачке је био национални фудбалски тим који је представљао Источну Немачку на међународним такмичењима и била је под контролом Фудбалског савеза Источне Немачке , тада владајућег тела за фудбал у Источној Немачкој.
Женска фудбалска репрезентација Источне Немачке која је представљала Демократску Републику Немачку одиграла је само једну међународну утакмицу током свог постојања од 1989. до 1990. године. Тим је подређен Немачком фудбалском савезу и основан је да би надолазећем женском фудбалу ДДР-а дао признање за које су сматрали да заслужује.

## Међународнеи пријатељске утакмице
Своју једину међународну утакмицу репрезентација је одиграла 9. маја 1990. године у Потсдамском округу Бабелсбергу против репрезентације Чехословачке.
Репрезентација је играла у саставу
Анет Виертел - Катрин Хекер - Петра Веченфелдер (Хајди Фатер 70.), Хајке Хофман, Сибил Ланге -
Кармен Вајс (Хајке Улмер, 46.), Катрин Прус, Сибиле Брудгам бело Ц у плавом кругу - Катрин Баске (Сабине Бергер; 60.), Дана Крумбигел, Дорен Мајер
Чехословачка је победила ову утакмицу са резултатом 3 : 0 пред око 800 гледалаца на стадиону Карл Либкнехт.
У јулу 1990. одигране су пријатељске утакмице током турнира у Француској, а у октобру, овог пута као селекција Фудбалског савеза североисточне Немачке, утакмица против селекције Баварског фудбалског савеза.